# Fajkarstwo

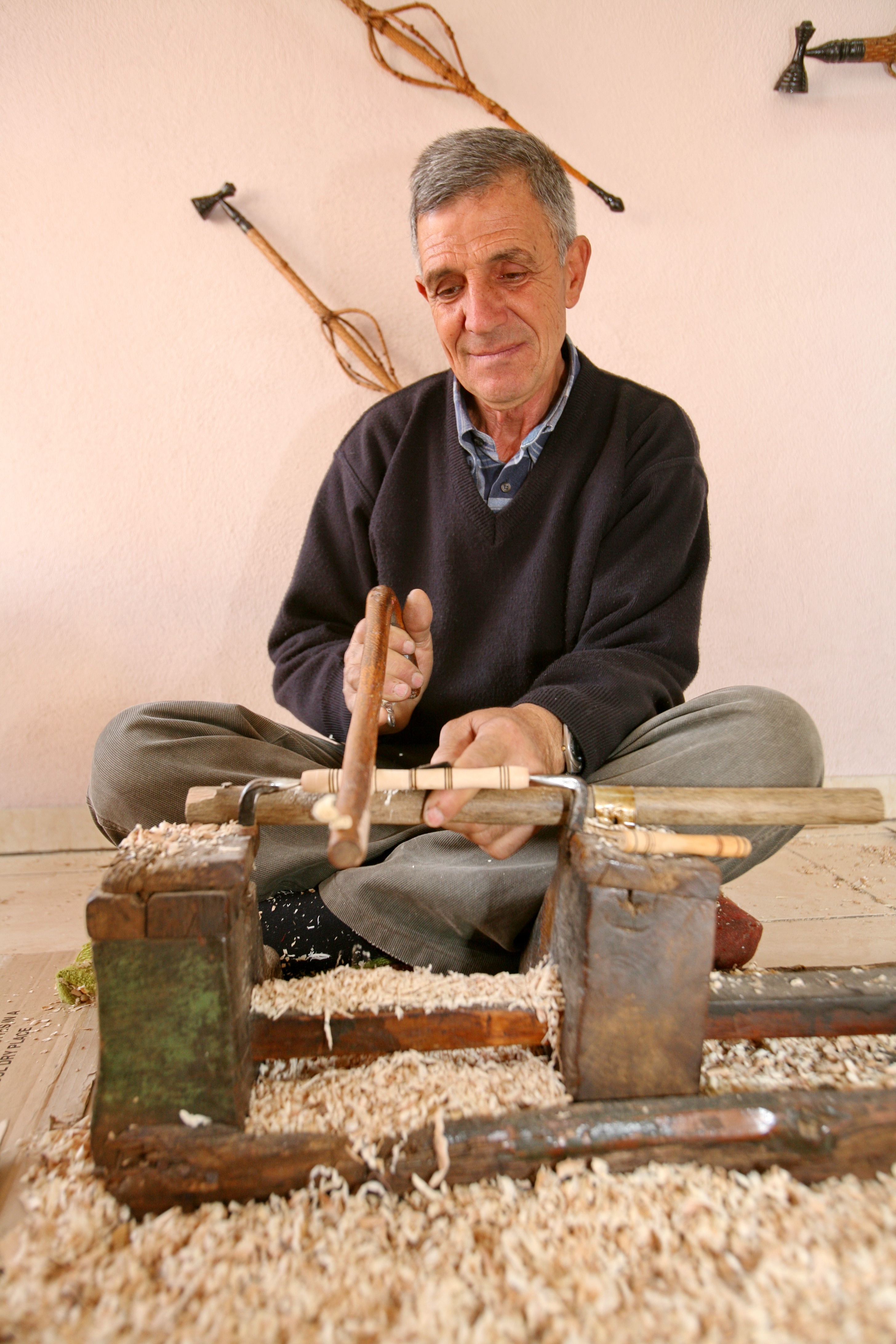
Fajkarz przy pracy

Fajkarstwo – rodzaj rzemiosła artystycznego zajmującego się produkcją fajek. Osoba wykonująca ten zawód to fajkarz. Obecnie w Polsce działa sześć warsztatów fajkarskich, wszystkie w Przemyślu. W mieście tym znajduje się też Muzeum Dzwonów i Fajek.